# 1805 v loďstvech
Tento článek obsahuje významné události v oblasti loďstev v roce 1805.

## Události
21. října – Anglické loďstvo porazilo v bitvě u Trafalgaru španělsko-francouzskou flotilu. Z 33 španělských a francouzských řadových lodí bylo 21 zajato a 1 potopena, Angličané nepřišli o jedinou loď. Při bitvě zemřel velitel anglického loďstva Sir Horatio Nelson.